# Dispergeren
Dispergeren is een proces dat gebruikt wordt om een homogeen mengsel te creëren, meestal door vaste deeltjes gelijkmatig te verdelen in een vloeistof. Dit resulteert in een stabiele suspensie, oplossing of emulsie. Dispergeren wordt gebruikt in verschillende sectoren, zoals de chemische, farmaceutische, cosmetische en voedingsindustrieën, vanwege zijn rol in het verbeteren van de kwaliteit en consistentie van eindproducten.

## Technieken
Dispergeren kan hoofdzakelijk worden uitgevoerd via twee methoden: inline en in batch.
Inline dispergeren: deze techniek integreert het dispergeren in het continue productieproces, wat leidt tot verhoogde efficiëntie en consistentie, vooral geschikt voor grootschalige producties.
Batch-dispergeren: Dit houdt in dat ingrediënten in afzonderlijke batches worden gemengd, ideaal voor kleinere productiehoeveelheden of waar nauwkeurige controle over elke batch vereist is.
Beide methoden hebben specifieke toepassingen, afhankelijk van de productievereisten en de aard van de materialen. 

## Toepassingen
Dispergeren wordt toegepast in diverse industrieën. Enkele voorbeelden zijn:
- Chemische industrie: voor het mengen van chemicaliën en het creëren van stabiele formuleringen.
- Farmaceutische industrie: bij het maken van suspensies en emulsies voor medicijnen.
- Cosmetische industrie: voor het homogeen mengen van ingrediënten in producten zoals lotions en crèmes.
- Voedingsindustrie: bij het produceren van emulsies zoals mayonaise of dressings.

## Voordelen
De voordelen van het dispergeren omvatten:
Verhoogde stabiliteit en consistentie van het eindproduct.
Verbeterde oplosbaarheid en beschikbaarheid van actieve ingrediënten.
Homogeniteit in de eindmengsels, wat essentieel is voor kwaliteitscontrole.